# Alper Demirol
Alper Emre Demirol (Stoccolma, 1º ottobre 2002) è un calciatore svedese, centrocampista del Fatih Karagümrük.

## Caratteristiche tecniche
Gioca come centrocampista centrale.

## Carriera

### Club
Demirol ha iniziato la sua carriera calcistica con l'Hammarby, con cui ha debuttato nel calcio professionistico il 26 febbraio 2022 nell'incontro di Svenska Cupen vinto 6-1 contro l'Ytterhogdals IK. Il 26 giugno successivo ha esordito anche in Allsvenskan nel pareggio per 2-2 contro l'Häcken ed il 22 luglio successivo ha firmato il rinnovo del contratto venendo promosso definitivamente in prima squadra.
Il 18 marzo 2024 è stato ceduto in prestito fino al successivo 30 giugno al Degerfors, squadra militante nella seconda serie nazionale. Non essendo nei piani del tecnico biancoverde, il 2 settembre è stato ceduto in prestito fino alla fine dell'anno allo Skövde AIK, ancora una volta in Superettan, squadra che in quel momento occupava l'ultimo posto in classifica a nove giornate dalla fine del campionato, piazzamento che è poi rimasto invariato.
Nel febbraio 2025, prima dell'inizio ufficiale della stagione svedese, l'Hammarby lo ha ceduto a titolo definitivo ai turchi del Fatih Karagümrük.

### Nazionale
Nel 2022 ha giocato due incontri con la Svezia Under-21.

## Statistiche

### Presenze e reti nei club
Statistiche aggiornate al 27 marzo 2024.
| Stagione        | Squadra         | Campionato      | Campionato | Campionato | Coppe nazionali | Coppe nazionali | Coppe nazionali | Coppe continentali | Coppe continentali | Coppe continentali | Altre coppe | Altre coppe | Altre coppe | Totale | Totale | Totale |
| Stagione        | Squadra         | Comp            | Pres       | Reti       | Comp            | Pres            | Reti            | Comp               | Pres               | Reti               | Comp        | Pres        | Reti        | Pres   | Reti   |        |
| --------------- | --------------- | --------------- | ---------- | ---------- | --------------- | --------------- | --------------- | ------------------ | ------------------ | ------------------ | ----------- | ----------- | ----------- | ------ | ------ | ------ |
| 2022            | Hammarby        | D1              | 5          | 0          |                 | -               | -               |                    | -                  | -                  |             | -           | -           | 5      | 0      |        |
| 2023            | Hammarby        | D1              | 1          | 0          |                 | -               | -               |                    | -                  | -                  |             | -           | -           | 1      | 0      |        |
| 2022            | Hammarby        | A               | 13         | 0          | CS+CS           | 1+1             | 0               |                    | -                  | -                  |             | -           | -           | 15     | 0      |        |
| 2023            | Hammarby        | A               | 16         | 0          | CS+CS           | 5+1             | 0               | UECL               | 1                  | 0                  |             | -           | -           | 23     | 0      |        |
| Totale carriera | Totale carriera | Totale carriera | 35         | 0          |                 | 8               | 0               |                    | 1                  | 0                  |             | -           | -           | 44     | 0      |        |